# Dominique Carlier
Pour les articles homonymes, voir Carlier.
Dominique Carlier, né à Bruay-la-Buissière le 18 avril 1959, est un footballeur et entraîneur de football. 
Il a été à la tête d'une société appelée « Appui & à venir » destiné à accompagner des projets professionnels dans les sports de haut niveau. Il est aussi consultant en Ressources humaines, spécialisé dans le retour à l’emploi des cadres seniors.
Il est nommé entraîneur de la section féminine du  LOSC le 11 juin 2018.

## Carrière de joueur
- 1976-1982 : USL Dunkerque  France
- 1982-1984 : LB Châteauroux  France
- 1984-1985 : FC Yonnais  France
- 1985-1987 : CS Thonon  France[2]

## Carrière d'entraîneur
- 1986-1987 : Éveil sportif de Sciez  France
- 1988-1994 : SO Châtellerault  France
- 1996-1997 : US Stade Tamponnaise  La Réunion
- 1997-1998 : ES Wasquehal  France (centre de formation)
- 1998-2001 : ES Wasquehal  France
- 2016-2018 : IC Croix
- depuis 2018 : LOSC Lille (féminines)